# Jane Dieulafoy

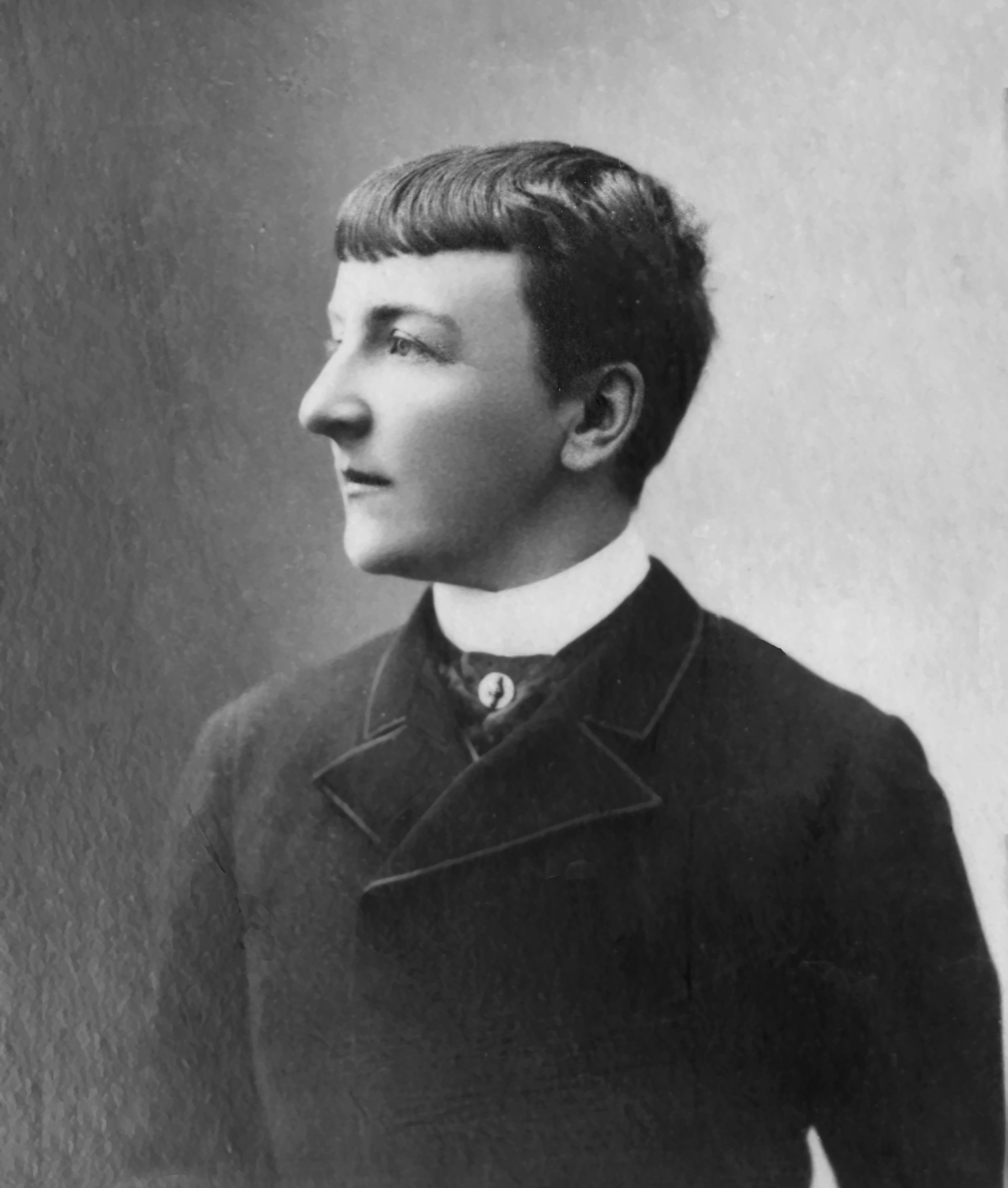
Jane Dieulafoy, omkring 1895.

Jeanne Paule Rachel Dieulafoy (född Magre), född 29 juni 1851, död 25 maj 1916, var en fransk arkeolog. Hon var gift med Marcel Dieulafoy.
Bland hennes verk märks La Perse, la Chaldée et la Susiane (1887) och À Suse; journal des fouilles (1888).
Jane Dieulafoy gifte sig med Marcel Dieulafoy 1870. Strax därefter tjänstgjorde han i det fransk-tyska kriget som soldat, och Jane Dieulafoy följde då med honom, klädde sig i uniform och stred som soldat vid hans sida.